# A Different Kind of Truth
Albums de Van Halen
The Best of Both Worlds
(2004) Tokyo Dome Live in Concert (en)
(2015)
Singles
1. Tattoo
Sortie : 10 janvier 2012
2. She's the Woman
Sortie : 28 février 2012

A Different Kind of Truth est le 12e album studio de groupe Van Halen, sorti le 7 février 2012. Il s'agit du premier album avec de nouvelles compositions depuis l'album Van Halen III sorti en 1998. C'est aussi le premier album studio enregistré avec David Lee Roth au chant depuis l'album 1984 (paru la même année). Il est aussi le premier album du groupe sur lequel ne joue pas le bassiste original du groupe, Michael Anthony, remplacé par le fils qu'Eddie a eu avec l'actrice Valerie Bertinelli, Wolfgang.

## Historique

### La genèse de l'album
Les préparatifs de l'album commencèrent trois mois après la fin de la tournée américaine que le groupe effectua entre septembre 2007 et juillet 2008. Cette tournée vit le retour de David Lee Roth derrière le micro et le remplacement de Michael Anthony à la basse par Wolfgang Van Halen et fut un immense succès puisqu'elle avait rapportée plus de 93 millions de dollars et que le groupe s'était produit devant plus d'un million de spectateurs lors des 74 concerts donnés à travers l'Amérique du Nord.
C'est l'enthousiasme de Wolfgang qui l'amena à se retrouver avec son oncle (Alex) et son père (Eddie) dans le studio d'enregistrement de ce dernier (le studio 5150) à jammer. Ils fouillèrent dans leurs archives et ressortirent quelques vieux titres qui n'avaient jamais été enregistrés. Les premiers furent She's a Woman et Bullethead, que les musiciens retravaillèrent et réenregistrèrent sous forme de démos qu'ils firent parvenir à David Lee Roth au début de l'année 2009. Celui-ci fut immédiatement enthousiasmé, appela Eddie pour lui dire « Let's Go » et se mit à travailler dessus dans les studios Henson à Hollywood où il avait ses habitudes.
L'idée de départ était de sortir une compilation des faces B des singles (ex. Drop Dead Legs, Girl Gone bad, etc.) avec trois nouveaux titres, le tout retravaillé et réenregistré. Mais plus ils fouillaient dans les vieux titres, plus ils en trouvaient, tout en écrivant de nouvelles chansons, ce qui donna bientôt trente-cinq titres démos enregistrées. L'idée d'une compilation fut rapidement abandonnée pour céder la place à un nouvel album studio.

### Le choix du producteur et l'enregistrement

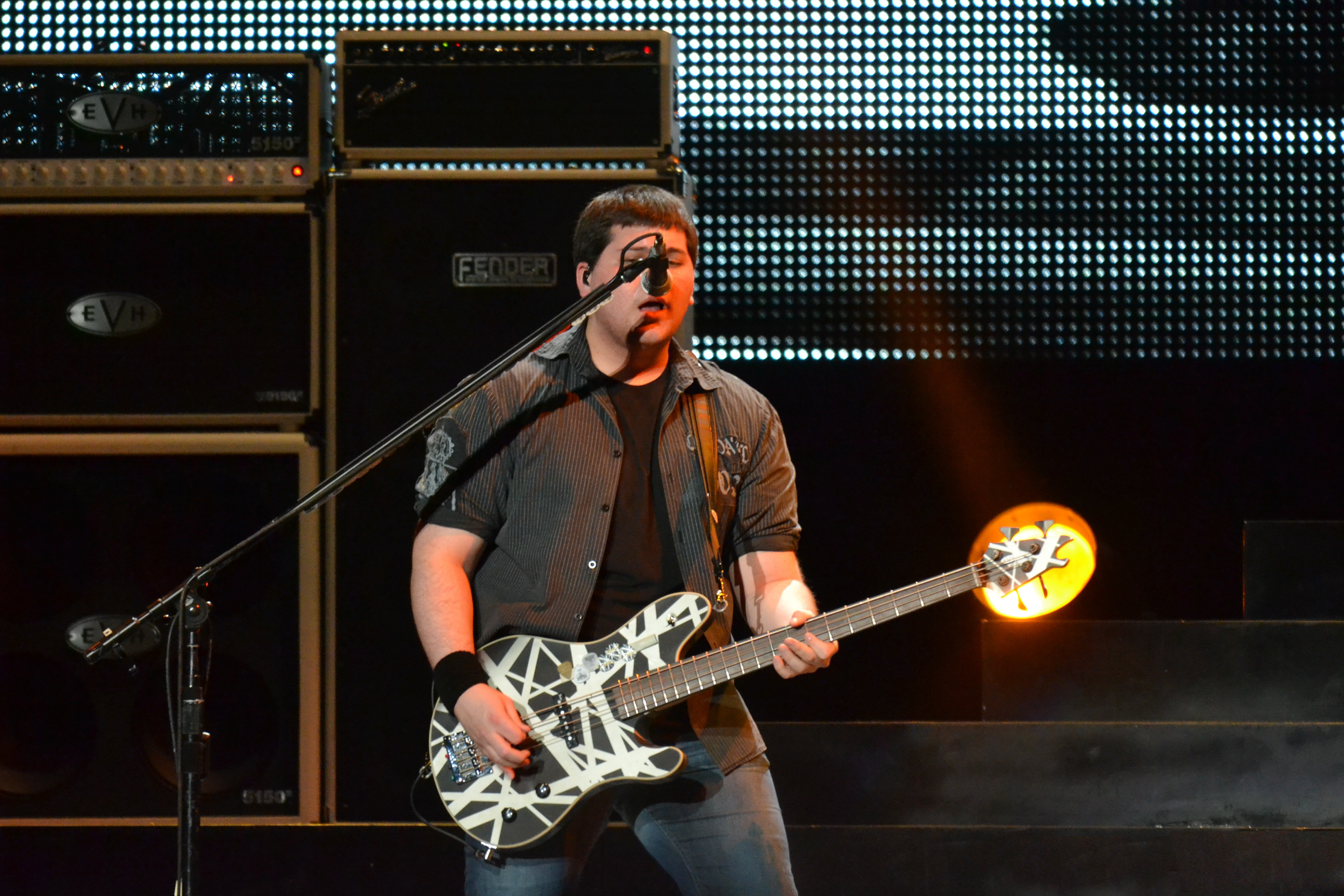
Wolfgang lors du A Different Kind of Truth Tour

La première question qui se posa fut de savoir si le groupe produirait le nouvel album ou s'il ferait appel à un producteur. Eddie, qui était souvent en contact avec Tony Iommi lorsque celui-ci enregistrait l'album de réunion de Black Sabbath, n'écarta pas l'option Rick Rubin bien qu'il pensait qu'il ne conviendrait pas trop au son Van Halen. Patrick Leonard (Madonna, Roger Waters, etc.) était aussi sur les tablettes du groupe, mais David Lee Roth avait rencontré John Shanks (en) (Bon Jovi, Sheryl Crow, etc.) aux Henson Studios et lui avait fait écouter les nouvelles démos. Celui-ci aima beaucoup ce qu'il entendit et lorsque Van Halen lui demanda s'il était libre, il accepta tout de suite de produire l'album. C'est lui et Wolfgang qui choisirent les treize titres qui figurent sur cet album .
L'enregistrement débuta aux studios Henson à Hollywood mais Eddie et Wolfgang, à la suite d'une incompatibilité avec le matériel, retourneront aux studios 5150 pour y réenregistrer les parties de guitares et de basse. Si l'enregistrement des instruments se fit essentiellement à partir de midi, le chant de Dave se fit la nuit. Le mixage se fit également aux studios 5150 en compagnie de Ross Hogarth.

### Les singles
Le premier single s'intitule Tattoo et est publié le 10 janvier 2012 sur iTunes. Le single est accompagné d'un clip vidéo tourné en noir et blanc. Il atteindra la 67e place du Billboard Hot 100 mais ne restera classé qu'une semaine.
Le second sera "She's a Woman" et sortira le 28 février 2012. Il n'entra pas dans les charts du HOT 100 mais se classera à la 23e place dans celui des Mainstream Rock Tracks.

### Réception de l'album
Aux États-Unis, l'album entra directement à la deuxième place du Billboard 200, vendant 188 000 copies la première semaine de son exploitation. À la fin de l'année 2012, 411 000 albums avaient trouvés preneurs aux USA.
Ailleurs, il se classa de nombreuses fois dans le Top 10 des charts (Canada, Allemagne, Grande-Bretagne, etc.). En France, il atteindra la 26e place

## La tournée

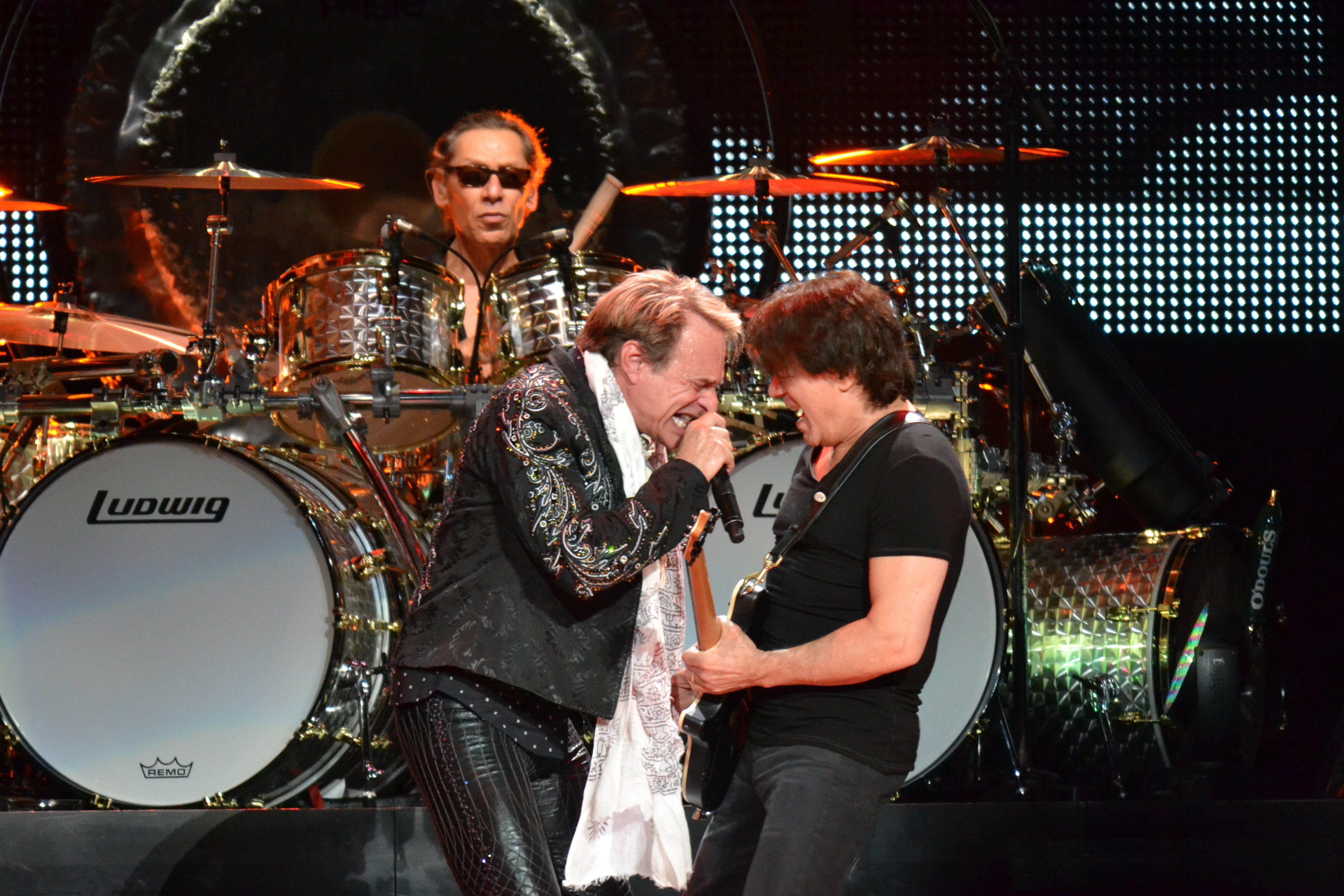
Alex, Dave et Eddie à Saint Paul (Minnesota)

L'album sera suivi d'une tournée qui débutera le 18 février à Louisville dans le Kentucky et complétera la tournée nord-américaine le 26 juin 2012 dans la salle New Orleans Arena en Louisiane. Elle fut précédée par trois concerts d'« échauffement » donnés au Café Wha à New York, aux Studios Henson à Hollywood et au Forum à Inglewood.
Cette tournée compta 46 concerts, rassembla 522 296 spectateurs et rapporta plus de 54 millions de dollars, ce qui en fait la huitième tournée américaine la plus lucrative de 2012.
C'est Wolfgang Van Halen qui était chargé d'établir la set-list des concerts lors de cette tournée. Il en profita pour intégrer dans les shows des titres que le groupe jouait rarement en public tels que, Women in Love, Girl Gone Bad, Outta love Again ou The Full Bug. La liste des titres joués variait pratiquement tous les soirs.

## Liste des titres
Toutes les paroles sont écrites par David Lee Roth, toute la musique est composée par Van Halen.
| No  | Titre                  | Durée |
| --- | ---------------------- | ----- |
| 1.  | Tattoo                 | 4:44  |
| 2.  | She's The Woman        | 2:56  |
| 3.  | You and Your Blues     | 3:43  |
| 4.  | China Town             | 3:14  |
| 5.  | Blood And Fire         | 4:26  |
| 6.  | Bullethead             | 2:30  |
| 7.  | As Is                  | 4:47  |
| 8.  | Honeybabysweetiedoll   | 3:46  |
| 9.  | The Trouble With Never | 3:59  |
| 10. | Outta Space            | 2:53  |
| 11. | Stay Frosty            | 4:07  |
| 12. | Big River              | 3:50  |
| 13. | Beats Workin'          | 5:02  |

## Composition du groupe
- David Lee Roth - chant, synthétiseur sur (1), guitare acoustique sur (11)
- Eddie Van Halen - guitare, chœurs
- Wolfgang Van Halen - basse, chœurs
- Alex Van Halen - batterie

## Charts et certification

### Album
Charts
| Pays                                    | Durée du classement | Meilleur classement | Date            |
| --------------------------------------- | ------------------- | ------------------- | --------------- |
| Allemagne (GfK Entertainment)           | 6 semaines          | 8e                  | 17 février 2012 |
| Australie (ARIA Charts)                 | 4 semaines          | 4e                  | 19 février 2012 |
| Autriche (Ö3 Austria Top 40)            | 4 semaines          | 17e                 | 17 février 2012 |
| Belgique (V) (Ultratop)                 | 3 semaines          | 51e                 | 18 février 2012 |
| Belgique (W) (Ultratop)                 | 6 semaines          | 25e                 | 18 février 2012 |
| Canada (Billboard Canadian Albums)      | 4 semaines          | 3e                  | 25 février 2012 |
| Danemark (Tracklisten)                  | 4 semaines          | 8e                  | 17 février 2012 |
| Écosse (Scottish Album Chart)           | 4 semaines          | 6e                  | 12 février 2012 |
| Espagne (Promusicae)                    | 3 semaines          | 35e                 | 12 février 2012 |
| États-Unis (Billboard 200)              | 17 semaines         | 2e                  | 25 février 2012 |
| États-Unis (Billboard Hard Rock Albums) | 20 semaines         | 1er                 | 25 février 2012 |
| États-Unis(Billboard Top Rock Albums)   | 15 semaines         | 1er                 | 25 février 2012 |
| Finlande (Suomen virallinen lista)      | 9 semaines          | 3e                  | 13 février 2012 |
| France (SNEP)                           | 5 semaines          | 29e                 | 11 février 2012 |
| Italie (FIMI)                           | 6 semaines          | 16e                 | 16 février 2013 |
| Norvège (VG-lista)                      | 3 semaines          | 9e                  | 13 février 2012 |
| Nouvelle-Zélande (RMNZ Albums Top40)    | 2 semaines          | 14e                 | 13 février 2012 |
| Pays-Bas (MegaCharts)                   | 8 semaines          | 12e                 | 11 février 2012 |
| Royaume-Uni (UK Albums Chart)           | 4 semaines          | 26e                 | 18 février 2012 |
| Royaume-Uni (UK Rock and Metal Chart)   | 8 semaines          | 1er                 | 12 février 2012 |
| Suède (Sverigetopplistan)               | 7 semaines          | 4e                  | 17 février 2012 |
| Suisse (Schweizer Hitparade)            | 6 semaines          | 6e                  | 19 février 2012 |

Certification
| Pays                  | Ventes   | Certification | Date          |
| --------------------- | -------- | ------------- | ------------- |
| Canada (Music Canada) | 40 000 + | Or            | 27 avril 2012 |

Charts singles
| Single        | Chart                     | Durée du classement | Position | Date            |
| ------------- | ------------------------- | ------------------- | -------- | --------------- |
| Tattoo        | (Hot 100)                 | 1 semaine           | 67e      | 28 janvier 2012 |
| Tattoo        | (Mainstream Rock Tracks)  | 8 semaines          | 13e      | 4 février 2012  |
| Tattoo        | Canada (Canadian Hot 100) | 1 semaine           | 62e      | 28 janvier 2012 |
| Tattoo        | (Japan Hot 100)           | 8 semaines          | 14e      | 25 février 2012 |
| She's a Woman | (Mainstream Rock Tracks)  | 15 semaines         | 23e      | 24 mars 2012    |